# Alcantarilla (construcción)

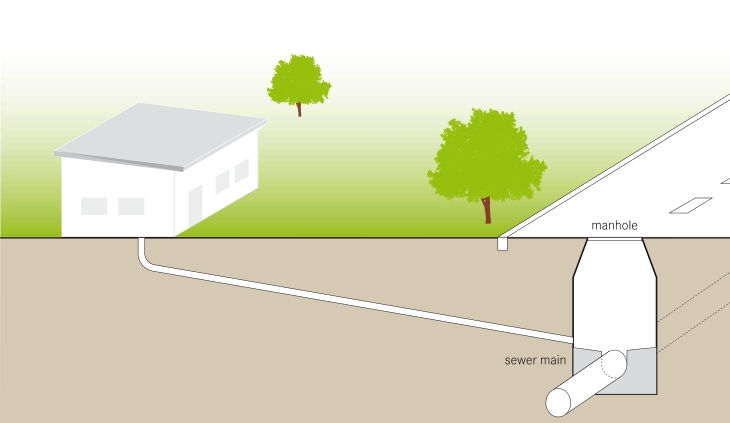
Esquema de una alcantarilla convencional, con su acometida y un pozo de inspección.

Una alcantarilla (diminutivo de alcántara, a su vez del árabe hispano alqántara, a su vez del árabe clásico الْقَنْطَرَة al-qantarah, quizá proveniente del griego κέντρον kentron, "centro de círculo"; según otra hipótesis, se usaba primero como diminutivo de "puente" y luego para nombrar el pequeño acueducto que pasa debajo) es un acueducto subterráneo destinado a evacuar las aguas residuales domésticas u otro tipo de aguas usadas. Forma parte de los sistemas de saneamiento urbano.[cita requerida] El conjunto de alcantarillas de una población o de un barrio se llama alcantarillado.

## Historia
Los romanos sobresalieron en este tipo de construcciones a las que dieron el nombre de cloacas con cuya denominación se siguieron conociendo en algunas poblaciones españolas hasta muchos siglos después. En las ruinas de Pompeya también se encontraron alcantarillas que servían para recoger el agua de varias calles y dirigirlas por un acueducto fuera de la ciudad. En España no faltan ejemplos de cloacas romanas, entre las que se pueden mencionar las de Astorga, que se conservan casi en toda su extensión.[cita requerida]
Fue conocido y empleado el uso de alcantarillas en los primeros siglos de la era cristiana pero fueron descuidados en el siglo V a partir del cual tan solo se construían albercas o cauces descubiertos para el escurrimiento de las aguas sucias de las poblaciones. Hacia el siglo XII comenzaron de nuevo a construirse alcantarillas subterráneas pero a pequeña escala, debiéndose al siglo XVIII y XIX la generalización de este sistema de saneamiento de las ciudades.

## Tipos de alcantarilla

### Primeras alcantarillas

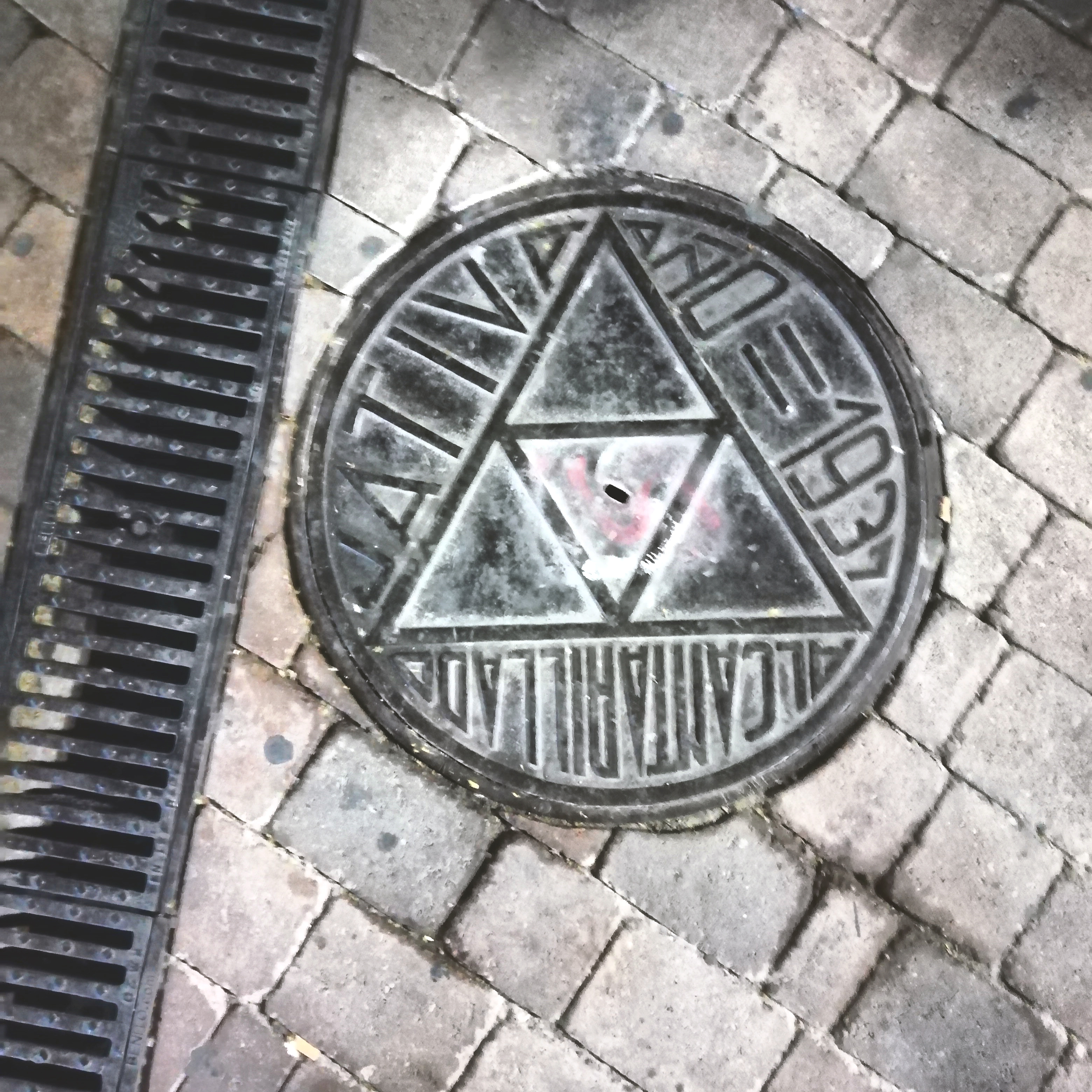
Tapa de una alcantarilla, en Játiva (Valencia).

El tipo más antiguo de alcantarilla tenía efectivamente forma de puentecito: sobre dos muros de ladrillo, se sujetaba una bóveda de cañón también de ladrillo. En la parte inferior se formaba un canal que, cuando la alcantarilla era de tamaño pequeño, iba de pared a pared y cuando era de mayor tamaño, dejaba unos pasos en uno o en los dos lados del canal. En cualquier caso, el tamaño más pequeño de la alcantarilla, permitía el paso de una persona, aunque fuera necesario adoptar posturas incómodas para trabajar.[cita requerida]
Cuando en vez de una bóveda se cubría con una losa de piedra o de hormigón (generalmente en tamaños pequeños) tomaba el nombre de atarjea, nombre que actualmente se da también a otros tipos de conducciones.[cita requerida]

### Alcantarillas actuales

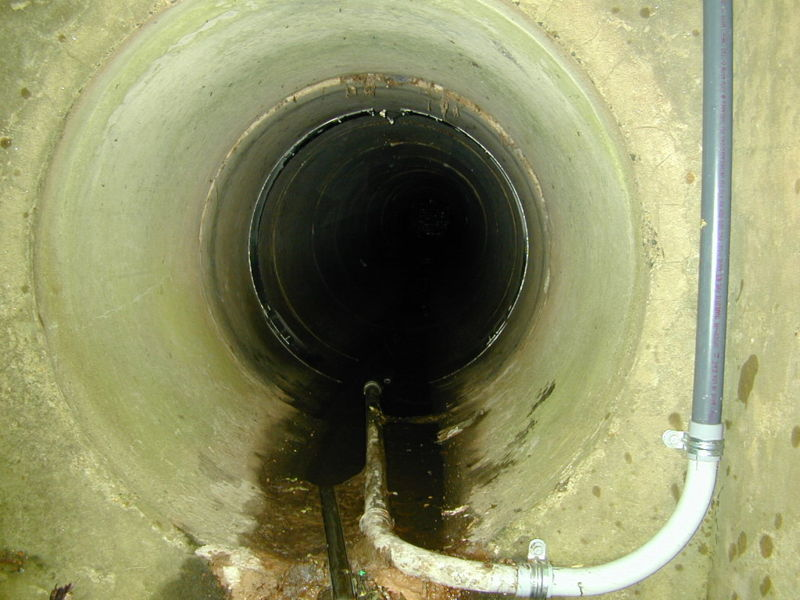
Vista del interior de una alcantarilla, desde un pozo de acceso

Ahora se hacen generalmente con conductos prefabricados de hormigón, con diferentes tipos de sección transversal.
- Sección circular, para pequeños caudales.
- Sección ovoide, para caudales medianos.

Para caudales grandes pueden utilizarse secciones con la forma de la vieja alcantarilla, aunque a veces en vez de abovedada, tienen la parte superior adintelada. En su parte inferior, tiene un canal semejante al descrito anteriormente.
Las alcantarillas forman una red, el alcantarillado, que va reuniendo las aguas usadas mediante ramales, hacia grandes conducciones que se llaman colectores.

### Alcantarillas a cielo abierto

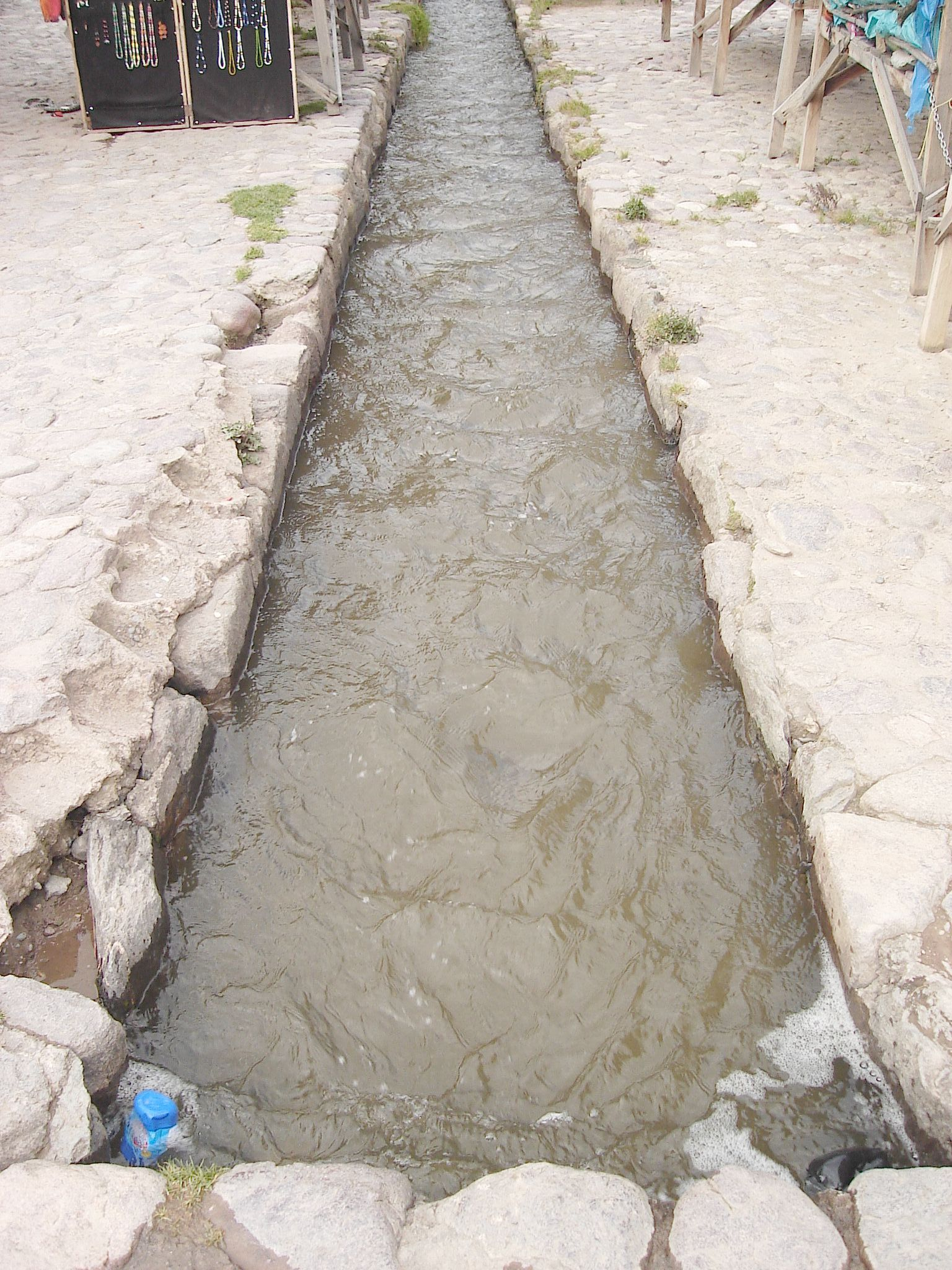
Sistema de alcantarillado a cielo abierto de Ollantaytambo, basado en esguevas.

Aunque ya no se usa, cuando las aguas sucias iban a cielo abierto, sin cubierta, la conducción se llamaba esgueva.